# (5280) Andrewbecker
(5280) Andrewbecker est un astéroïde de la ceinture principale.

## Description
(5280) Andrewbecker est un astéroïde de la ceinture principale. Il fut découvert le 11 août 1988 à l'Observatoire Palomar par Celina Mikolajczak et Robert Francis Coker. Il présente une orbite caractérisée par un demi-grand axe de 2,59 UA, une excentricité de 0,21 et une inclinaison de 12,9° par rapport à l'écliptique.

## Compléments